# Enine
| Enine (namensgebende Gruppen blau markiert)                            |
| ---------------------------------------------------------------------- |
| Allgemeine Struktur eines konjugierten Enins (R1–R4 org. Reste oder H) |
| Butenin (Vinylacetylen) Einfachstes Enin                               |
| Gephyrotoxin – vereinfachte Formel (konjugiertes Enin)                 |
| AMG-1 – vereinfachte Formel (isoliertes Enin)                          |

Die Enine sind eine Stoffgruppe, die eine C=C-Doppelbindung und eine C≡C-Dreifachbindung enthalten. Der Name ist aus den Suffixen -en (aus Alken) und -in (aus Alkin) abgeleitet.
Der einfachste Vertreter dieser Gruppe ist das Butenin (Vinylacetylen).

## Einteilung
Es wird je nach Lage der Doppel- und Dreifachbindung zwischen isolierten und konjugierten Eninen unterschieden.
Eine Untergruppe der Enine bilden die Endiine.

## Vorkommen und Verwendung

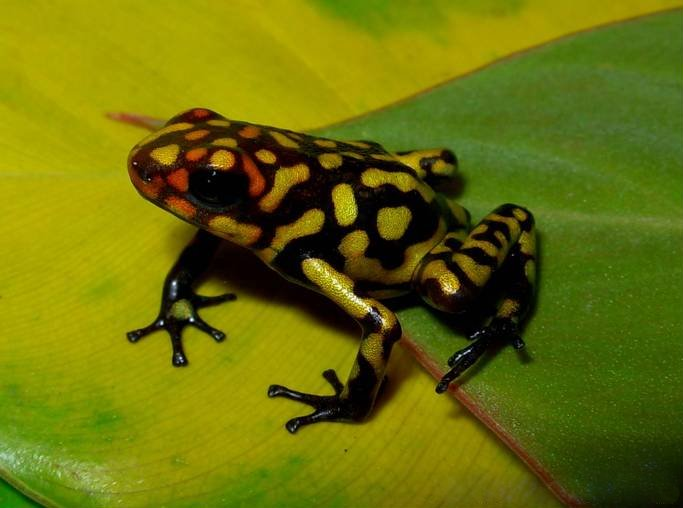
Harlekin-Baumsteiger (Oophaga histrionica)

Enine können synthetisch hergestellt werden, kommen aber auch in der Natur vor. Gephyrotoxin kommt zum Beispiel in Harlekin-Baumsteigern vor.
Enine werden in der organischen Chemie zum Beispiel in der Enin-Metathese zur Herstellung von 1,3-Dienen benutzt. Weiterhin können über Enine in einer konjugierten 1,6-Addition Allene hergestellt werden.
Die Fettsäuren Ximeninsäure und Crepeninsäure, Isansäure sowie die Heleninolsäure sind Enine.